# 闞義成
闞 義成（かん ぎせい、生没年不詳、在位477年頃 - 478年頃）は、高昌国の王。闞伯周の子。闞首帰の従弟。
477年ごろ、父の闞伯周が世を去ると、王位についた。478年頃、従兄の闞首帰のために殺された。